# Eugène Vinaver
Eugène Vinaver (en ruso, Евгений Максимович Винавер, Yevgueni Maksímovich Vinaver; San Petersburgo, 18 de junio de 1899 – Canterbury, 21 de julio de 1979) fue un estudioso de la literatura francesa. Británico de origen ruso con raíces judías, fue conocido por sus investigaciones en literatura artúrica y por la edición de las obras de Thomas Malory; también como experto en Racine y Flaubert.

## Biografía
Vinaver fue hijo del jurista y político judío de origen ruso Maxim Winawer (1863-1926); en 1919, huyendo de la revolución rusa, la familia se estableció en Francia, donde Vinaver, que contaba apenas 20 años, estudió en la École pratique des Hautes Études con Joseph Bédier. Se doctoró con dos tesis Le Roman de Tristan et Iseut dans la œuvre de Thomas Malory y Études sur le "Tristan" en prose. Les sources, les manuscrits, bibliographie critique, publicadas ambas en París en 1925. Vinaver se trasladó después a Inglaterra, donde fue alumno en Oxford de Mildred Pope. A partir de 1933 fue profesor de lengua y literatura francesas en la Universidad de Mánchester, donde permaneció hasta su jubilación. Después de jubilado, continuó publicando y haciendo cursos y conferencias por Estados Unidos, Canadá y Reino Unido.
En 1947 publicó una nueva edición de la obra de Malory, pero no basada en los textos de William Caxton de 1485 (el único que se conocía hasta entonces), sino en un manuscrito del siglo XV, descubierto en 1934. Publicó una segunda edición en 1967, con nuevos comentarios. 
En 1928 fundó una sociedad artúrica en Oxford, pero no fue hasta 1948 cuando, junto a Jean Frappier y Roger Sherman Loomis, fundaron la Société Internationale Arthurienne. En 1961 fue nombrado miembro extranjero de la Real Academia de Lengua y Literatura francesas en Bélgica. Fue miembro correspondiente de la British Academy y de la Medieval Academy of America. Fue nombrado doctor honoris causa por cinco universidades.

## Obras
- Malory, Oxford 1929, Reprint 1992
- Racine. Principes de la tragédie en marge de la poétique d'Aristote, texte établi et commenté, Manchester 1944, Manchester/Paris 1978
- (editor) The Works of Sir Thomas Malory, 3 vol., Oxford 1947, 2a ed. 1967, 3a ed. 1990
- Racine et la poésie tragique, París, 1951
- (editor) The Tale of the death of King Arthur, by Sir Thomas Malory, Oxford 1955
- Form and Meaning in Medieval Romance, 1966
- À la recherche d'une poétique médiévale, 1970 (premi Broquette-Gonin (littérature) 1971)
- The Rise of Romance, 1971
- Entretiens sur Racine, Paris 1984